# Riverdance

Riverdance, 1995. Los cantantes, de izquierda a derecha, son:
Richard Boyle, Tara O'Beirne, Emer Lang, Tony Davoren, David Clark, Katie McMahon, Peter Harney, Máire Lang, Paddy Connolly y Miriam Blennerhasset.

Riverdance (Danza del río) es un famoso espectáculo teatral de música y danza tradicionales irlandesas creado por el músico y compositor Bill Whelan. Estrenado en el Festival de Eurovisión 1994, ha dado la vuelta al mundo en varias ocasiones.

## Origen
En su origen contaba con la participación de los campeones de danza irlandesa Jean Butler y Michael Flatley. La idea original fue cubrir el intermedio del Festival de la Canción de Eurovisión de 1994 que se celebraba en la ciudad de Dublin. El espectáculo duró 8 minutos y en un principio se denominó Riverdance for Ruanda, con el propósito de recaudar fondos para las víctimas del Genocidio de Ruanda. La ovación recibida en el festival fue inmensa. Poco tiempo después, la pareja productora, John McColgan y Moya Doherty, llevaron el espectáculo al escenario, el cual debutó en Dublín el 9 de febrero de 1995. 
Riverdance se origina de una suite de tres partes influenciada por música barroca tradicional irlandesa, llamada Timedance, compuesta, grabada y presentada para el Festival de la Canción de Eurovisión de 1981, llevado a cabo en Irlanda. En ese tiempo, Bill Whelan y Dónal Lunny crearon la música, con una mayor integración de la banda folklórica irlandesa Planxty, con una sección con ritmo rock de bajo eléctrico y batería y una sección de vientos de cuatro piezas. Esta pieza se llevó a cabo con bailarines de ballet como acompañamiento, durante el intervalo del espectáculo. Más tarde, se lanzó el sencillo Planxty. En un libro acerca de Planxty (The Humours of Planxty, de Leagues O'Toole), Whelan dice, "Fue un error mío llamarlo Riverdance porque se relaciona completamente con Timedance".

## Tras Eurovisión
Tras el éxito en el The Point Theatre donde se celebró el festival, fue invitado a participar en el prestigioso Royal Variety Performance en el  Teatro Dominion, Londres ante el Príncipe Carlos, el 28 de noviembre de 1994. La actuación en el escenario fue presentada por Sir Terry Wogan. Ambas actuaciones contaron con la presentación de los bailarines de danza irlandesa norteamericanos Jean Butler y Michael Flatley, el RTÉ Concert Orchestra y el ensamble coral Anúna compuesto por Bill Whelan.
Desde entonces, el show se ha presentado en 450 lugares en todo el mundo y ha sido visto por más de 25 millones de personas, convirtiéndose en una de las producciones de danza más exitosas de todo el mundo.
En los eventos Felicidades : 50 años del Festival de la Canción de Eurovisión y en Grandes éxitos del Festival de la Canción de Eurovision, Riverdance fue nombrada el intermedio más popular en la historia del festival.
El audio grabado de "Riverdance" ocupó el número 1 en la Lista de sencillos en Irlanda el 5 de mayo de 1994, y se mantuvo en ese sitio por todo el verano (el sencillo Wet Wet Wet fue todo un éxito y "Love Is All Around") en la cima, alcanzando un récord de 18 semanas en el primer lugar. Una respuesta a Genocidio de Ruanda en mayo / junio de 1994, un vídeo de la actuación intervalo de Eurovisión fue puesto en libertad por la emisora irlandesa RTÉ bajo el título "Riverdance para Ruanda" con todas las ganancias destinadas a la Ruanda Apelación de desastres Comité llamamiento conjunto.

## Éxito

### Dublín y Londres
El éxito que tuvo la actuación de danza del intermedio del Festival de la Canción alentó a la pareja productora, John McColgan y Moya Doherty a considerar cómo desarrollar la pieza; deciden producir y dirigir una puesta en escena, expandiendo la pieza original. En noviembre de 1994, se vendieron boletos en Dublín para la primera actuación de tiempo completo de Riverdance, en el Teatro Point, el 9 de febrero de 1995. El espectáculo se presentó por cinco semanas vendiendo más de 120,000 boletos. Fue protagonizado por los principales bailarines de la actuación en Eurovision, más la participación de la mayoría de los bailarines originales.
El 8 de mayo de 1995, Riverdance se presentó en la Gala Real del Aniversario 50 del Día de la Victoria en Europa invitado por el Príncipe Carlos. Dicha actuación atrajo una audiencia de 20 millones de espectadores.
El vídeo Riverdance: The Show fue lanzado en el Reino Unido el 5 de junio de 1995. Rápidamente, alcanzó el lugar #1. Durante 7 meses, el vídeo de Riverdance UK permaneció en las listas y se convirtió en el video más vendido en el Reino Unido de todos los tiempos.
El 6 de junio de 1995, Riverdance se presentó en el The Apollo, Hammersmith, Londres por cuatro semanas. En julio de 1995, Riverdance actuó en el Colegio Real de Música, en Londres ante la Reina Isabel II, y la Princesa Margaret. Ese mismo mes, el espectáculo regresó al Teatro Point por seis semanas más, antes de regresar a The Apollo en octubre de 1995, el cual fue otro éxito y fue extendido a 19 semanas y 151 presentaciones.

### Resurgimiento de Riverdance
Con Colin Dunne al frente, Riverdance regresó al prestigioso Royal Variety Performance en el Teatro Dominion, en Londres ante la Reina Reina Elizabeth y el Príncipe Felipe el 20 de noviembre de 1995. Dunne como protagonista y el bailarín Breandán de Gallaí, Riverdance presentaron la pieza coreografeada por Dunne: Trading Taps.
En febrero de 1996, Riverdance viajó a Nueva York para presentarse en el Legendario Radio City Music Hall en marzo de 1996, siendo esta la premier en Estados Unidos. El espectáculo fue un éxito y fue el inicio de 5 noches seguidas en el Radio City Music Hall. El show regresó por segunda vez al Hammersmith Apollo en mayo de 1996 por un tour de tres meses y medio, el cual se extendió hasta enero de 1997. La actuación número 400 fue celebrada en Londres el 21 de septiembre de 1996.

### Los 2000
En marzo del 2000, el espectáculo se mudó a Broadway al Teatro Gershwin con la participación de Pat Roddy y Eileen Martin de la compañía Shannon, y los cantantes Brian Kennedy y Tsidii Le Loka. Colin Dunne regresó a Riverdance a presentar su coreografía original Trading Taps en 2002 en el One World Jam en el Radio City Music Hall.
En junio del 2003, Breandán de Gallaí protagonizó el número final de Riverdance al lado de Joanne Doyle en la Ceremonia de Inauguración de las Olimpiadas Especiales en 2003 en Dublin. En este acto se observó la línea más larga jamás antes vista en la danza irlandesa, con más de 100 bailarines.

## Legado
Riverdance continúa presentándose en todo el mundo, en un formato más simple y en lugares más pequeños. Las producciones actuales se llevan a cabo en teatros más pequeños, en comparación con las pasadas que se llevaban a cabo en enormes teatros y arenas. Las locaciones y las actuaciones se ha simplificado. Cada producción de la compañía es nombrada como un río irlandés: Liffey, Lee, Lagan, Avoca, Shannon, Boyne, Corrib, Foyle, Moy and Bann.
Bill Whelan creó la Symphonic Suite a partir de la original, la cual debutó en el Reino Unido en 2014. BBC Proms el 25 de agostodel 2014 en Royal Albert Hall; que fue realizado por Ulster Orchestra y llevada a cabo por Jac van Steen.

## Números de Riverdance
| Riverdance: The Show (1995) Michael Flatley & Jean Butler | Riverdance: Live From New York City (1996) Colin Dunne & Jean Butler | Riverdance: Live From Geneva (2002) Breandán de Gallaí & Joanne Doyle |
| --- | --- | --- |
| 1. Reel Around the Sun 2. The Heart’s Cry 3. Countess Cathleen – Women of the Sidhe 4. Caoineadh Chú Chulainn 5. Distant Thunder 6. Firedance 7. Riverdance 8. Lift the Wings 9. Freedom 10. Harlem to Hollywood 11. Andalucía 12. Macedonian Morning 13. Marta's Dance – The Russian Dervish 14. Hope to the Suffering 15. Michael Flatley Flute Solo – Whispering Winds 16. Home and the Heartland 17. Heartland 18. Riverdance International | 1. Reel Around the Sun 2. The Heart's Cry 3. Countess Cathleen – Women of the Sidhe 4. Caoineadh Chú Chulainn 5. Thunderstorm 6. Firedance 7. Slip into Spring – The Harvest 8. Cloudsong 9. Riverdance 10. American Wake (The Nova Scotia Set) 11. Lift the Wings 12. Heal Their Hearts – Freedom 13. Trading Taps 14. Marta's Dance – The Russian Dervish 15. Oscail An Doras 16. Heartbeat of the world 17. Homecoming 18. Home and the Heartland 19. Heartland 20. Riverdance International | 1. Reel Around the Sun 2. The Heart's Cry 3. Countess Cathleen – Women of the Sidhe 4. Caoineadh Chú Chulainn 5. Thunderstorm 6. Shivna 7. Firedance 8. Slip into Spring – The Harvest 9. Cloudsong 10. Riverdance 11. American Wake (The Nova Scotia Set) 12. Lift the Wings 13. Heal Their Hearts – Freedom 14. Trading Taps 15. Macedonian Morning 16. Marta's Dance – The Russian Dervish 17. Andalucía 18. Ri Ra (Oscail An Doras) 19. Slow Air / The Tunes 20. Home and the Heartland 21. Heartland 22. Finale / Riverdance International |

## Miscelánea
En el episodio 21 de la temporada 16 de Los Simpsons (The Father, The Son, and the Holy Guest Star), Marge imagina cómo sería el "cielo católico" en el que, en contraposición al "cielo protestante", están bailando una pieza de Riverdance.